# Баричний ступінь
Баричний (барометричний) ступінь (рос. барическая ступень, англ. barometric degree, нім. Barometerstufe) — різниця висот (альтитуд) двох точок на одній вертикалі, яка відповідає різниці атмосферного тиску в 1 мбар між цими точками (1 мбар = 100 Н/м²).
Баричний ступінь збільшується при зменшенні тиску, тобто зростає при збільшенні висоти. На рівні моря при стандартних умовах (тиску 1 атм. та температурі 0°С). Баричний ступінь дорівнює приблизно 8 м на 1 мбар. При зростанні температури повітря на один градус баричний ступінь збільшується на 0,4 %.
Баричний ступінь використовують при барометричному нівелюванні.